# Miramont-de-Guyenne
Miramont-de-Guyenne ist eine französische Gemeinde mit 3082 Einwohnern (Stand: 1. Januar 2022) im Département Lot-et-Garonne in der Region Nouvelle-Aquitaine. Miramont-de-Guyenne gehört zum Arrondissement Marmande und zum Kanton Le Val du Dropt. 

## Geografie
Miramont-de-Guyenne liegt an der Dourdenne. Umgeben wird Miramont-de-Guyenne von den Nachbargemeinden Roumagne im Norden und Nordwesten, Saint-Pardoux-Isaac im Norden und Nordosten, Lavergne im Osten, Armillac im Südosten, Montignac-Toupinerie im Süden, Seyches und Peyrière im Südwesten sowie Puysserampion im Westen.
Durch die Gemeinde führen die früheren Routes nationales 133 (heute D933), 667 und Route nationale 668.

## Geschichte
1211 wurde hier ein Grammontenser Priorat eingerichtet. Die Bastide Miramont de Lauzun wurde zwischen 1278 und 1286 erbaut. Die Tempelritter hatten hier Besitzungen.

### Bevölkerungsentwicklung
| Jahr      | 1962 | 1968 | 1975 | 1982 | 1990 | 1999 | 2006 | 2011 | 2018 |
| Einwohner | 3038 | 3744 | 3964 | 3692 | 3450 | 3360 | 3241 | 3326 | 3123 |

## Sehenswürdigkeiten
- Kirche Sainte-Marie aus dem Jahre 1860
- Kirche von Béffery aus dem 13. Jahrhundert

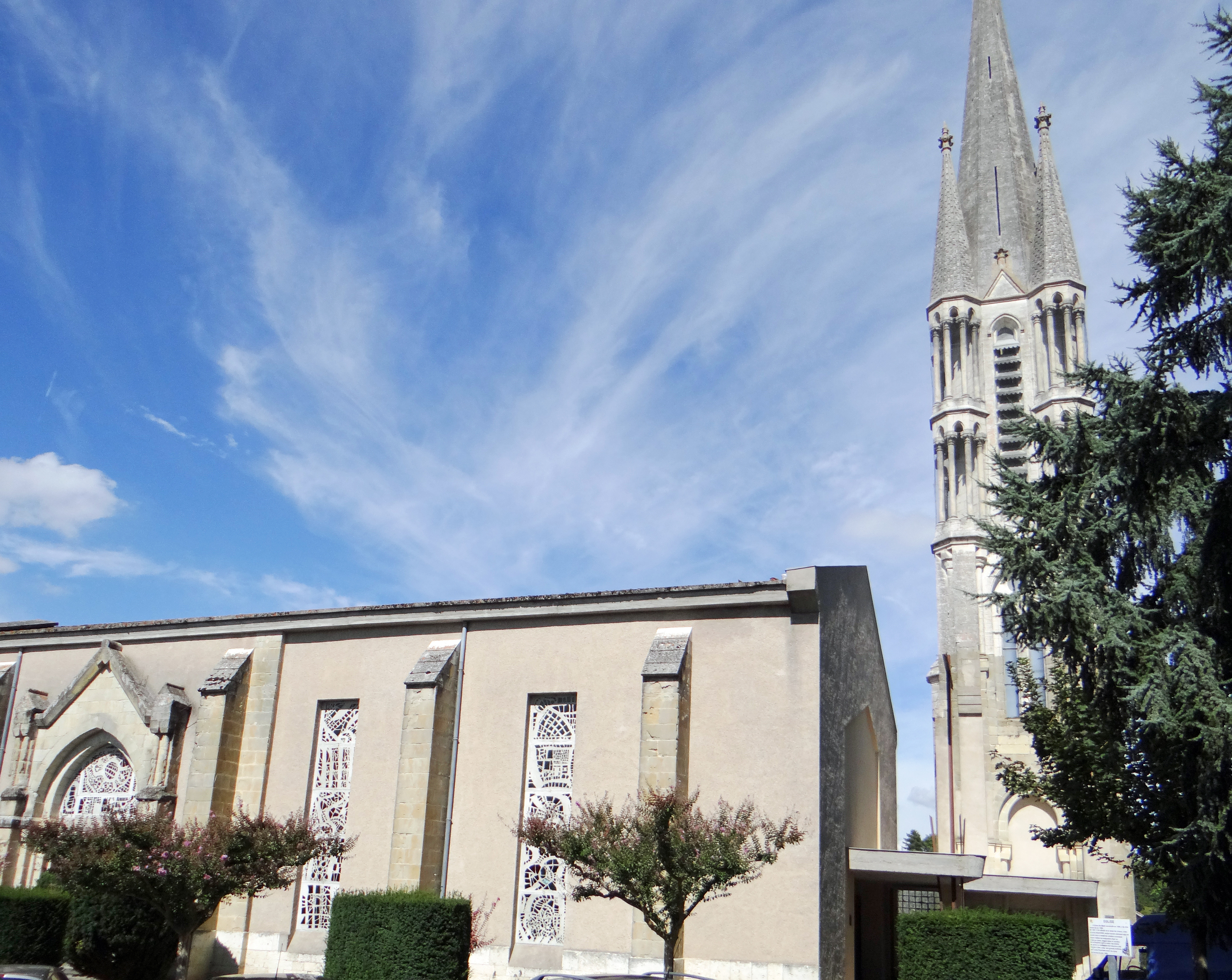
Kirche Sainte-Marie

- Schloss Bouilhaguet

## Persönlichkeiten
- Jacques-Philippe Delmas de Grammont (1796–1862), General
- Guy Casaril (1933–1996), Regisseur